# Агиар, Америку
Аме́рику Мануэ́л Алве́ш Агиа́р (порт. Américo Manuel Alves Aguiar; род. 12 декабря 1973, Леса-ду-Балиу, Португалия) — португальский кардинал. Титулярный епископ Даньо с 1 марта 2019 по 21 сентября 2023. Вспомогательный епископ патриархата Лиссабона с 1 марта 2019 по 21 сентября 2023. Епископ Сетубала с 21 сентября 2023. Кардинал-священник с титулом церкви Сан-Антонио-да-Падова-ин-Виа-Мерулана с 30 сентября 2023.

## Биография
Президент «Фонда Всемирного дня молодёжи» и член организационного комитета, ответственного за проведение XXXVII Всемирного дня молодёжи в Лиссабоне 1 – 6 августа 2023 года.
9 июля 2023 года Папа Франциск объявил что 30 сентября епископ Америку Агиар будет возведен в сан кардинала.
21 сентября 2023 года Папа Франциск объявил он назначении монсеньора Америку Агиара епископом Сетубала.